# Соболев, Виктор Иванович
Виктор Иванович Соболев (род. 23 февраля 1950 года, Калинино, Пашковский район, Краснодарский край, РСФСР, СССР) — советский и российский политический и военный деятель, генерал-лейтенант. Председатель Движения в поддержку армии, оборонной промышленности и военной науки (ДПА) (с 2014 года). Депутат Государственной думы Российской Федерации VIII созыва (с 2021 года), член фракции КПРФ.
Член ЦК КПРФ, секретарь Северо-Осетинского рескома партии.
Из-за вторжения России на Украину, находится под международными санкциями Евросоюза, США, Великобритании и ряда других стран.

## Биография
Родился 23 февраля 1950 года в поселке Калинино Пашковского района Краснодарского края.

### Образование
1957—1967 годы — средняя школа № 47 в городе Краснодар.
1967—1971 годы — Бакинское высшее общевойсковое командное училище имени Верховного Совета АзССР.
1978—1981 годы — Военная академия имени М. В. Фрунзе.
1998—2000 годы — Военная академия Генерального Штаба Вооружённых Сил РФ, окончил с золотой медалью.

### Военная карьера
1971 год после окончания училища был направлен в Прикарпатский военный округ, город Черновцы в 145-й гвардейский учебный мотострелковый полк 66-й гвардейской мотострелковой дивизии, командиром учебного мотострелкового взвода. На Западной Украине прослужил до 1978 года в должности: командир взвода, командир роты, начальник штаба батальона, командир мотострелкового батальона
В 1981 году после окончания военной академии назначен в Дальневосточный военный округ, где прослужил до 1996 года в должностях: начальник штаба полка, командир мотострелкового полка, командир учебного мотострелкового полка, заместитель командира дивизии, командир 129-й гвардейской пулемётно-артиллерийской Духовщино-Хинганской дивизии.
В 1996 году назначен в Закавказье командиром 12 военной базы (г. Батуми).
В 1995 году было присвоено воинское звание генерал-майор.
В 2000 году назначен в Сибирский военный округ заместителем командующего 41 общевойсковой армией.
В 2002 году проходил службу в Чеченской Республике в должности заместителя командующего ОГВ по боевым действиям.
В 2003 году назначен командующим 58-й общевойсковой армией.
В 2006 году назначен главным военным советником в Республике Индия.
В декабре 2010 уволен с военной службы.

### Политическая карьера
В октябре 2011 года вступил в КПРФ.
На XV съезде КПРФ был избран членом Центрального Комитета КПРФ.
25 октября 2014 года на очередном XII съезде Общероссийского движения «В поддержку армии, обороной промышленности и военной науки» был избран Председателем движения.
В 2018 году на выборах президента Российской Федерации был доверенным лицом Павла Грудинина.

### Кандидат в губернаторы Ставропольского края
8 июля 2019 года на конференции Ставропольского крайкома КПРФ был выдвинут (при поддержке ПДС НПСР) кандидатом на выборах губернатора Ставропольского края. Занял второе место, получив 116 696 голосов (9,29 %).

### Депутат Государственной думы
3 апреля 2021 года на XIII съезде ДПА был переизбран председателем Движения. Сторонник курса на сотрудничество между ДПА и КПРФ, в выступлении на XVIII съезде последней заявил о наличии реальной опасности войны между РФ и НАТО, предотвратить которую может только смена политического курса страны.
19 сентября 2021 года на выборах в Государственную думу РФ VIII созыва был избран депутатом (при поддержке КПРФ), вошёл в состав фракции КПРФ.

### Конфликт с ЧВК «Вагнер»
Во время Российского вторжения на Украину критиковал ЧВК «Вагнер» за неподчинение Российской вертикали власти, заявляя что частные военные компании являются незаконными и обособленных формирований в Российских Вооружённых Силах существовать в принципе не должно.
15 мая Соболев заявил, что мобилизованным, которые перейдут в ЧВК «Вагнер», будет грозить до 15 лет тюрьмы
16 мая появилось видео, на котором трое вооруженных мужчин в военной форме представляются бойцами ЧВК «Вагнер», после чего заявляют, что если Россия по вине подобных Соболеву чиновников проиграет войну, они «придут на Красную Площадь».
28 августа 2023 года Соболев заявил, что ЧВК «Вагнер» прекратит своё существование, а судьбу её бойцов, принявших участие в мятеже 24 июня, должен решать сам президент Российской Федерации

## Семья
Жена Соболева Тамара Григорьевна, экономист по образованию, окончила Московский государственный университет.
Сын Соболев Игорь Викторович, до 2018 года служил во внутренних войсках, подполковник.

## Награды
Награждён орденом «За военные заслуги», орденом Почета, медалями «За боевое содружество» ФСБ РФ, «За боевое содружество» МВД РФ, «За укрепление боевого содружества».

## Санкции
23 февраля 2022 года, из-за признания самопровозглашённых ДНР и ЛНР, включён в санкционный список Евросоюза, так как «поддерживал и проводил действия и политику, которые подрывают территориальную целостность, суверенитет и независимость Украины, которые еще больше дестабилизируют Украину».
24 февраля 2022 года, включён в санкционный список Канады «близких соратников режима» за голосование о признании независимости «так называемых республик в Донецке и Луганске».
24 марта 2022 года, на фоне вторжения России на Украину, включен в санкционный список США за «соучастие в войне Путина» и «поддержку усилий Кремля по вторжению в Украину», Госдеп США заявил что депутаты Госдумы используют свои полномочия для преследования инакомыслящих и политических оппонентов, нарушают свободу информации, ограничивают права человека и основные свободы граждан России.
Позднее, по аналогичным основаниям, включён в санкционные списки Великобритании, Швейцарии, Австралии, Японии, Украины и Новой Зеландии.